# Dibunus albitarsus
Dibunus albitarsus is een hooiwagen uit de familie Epedanidae. De originele naamcombinatie (protoniem) was Dibunellus albitarsus Roewer, 1927. Een volgende naamrecombinatie werd gepubliceerd als Dibunus albitarsus (Roewer, 1927) in Goodnight & Goodnight 1957 (impliciet van generiek synoniem).